# Ixodes neitzi
Ixodes neitzi este o specie de căpușe din genul Ixodes, familia Ixodidae, descrisă de Clifford, Walker și James E. Keirans în anul 1977. Conform Catalogue of Life specia Ixodes neitzi nu are subspecii cunoscute.